# Gare de Moulay Slissen
La gare de Moulay Slissen est une gare ferroviaire algérienne située sur le territoire de la commune de Moulay Slissen, dans la wilaya de Sidi Bel Abbès.

## Situation ferroviaire
Établie à une altitude de 809,500 m, la gare est située au point kilométrique (PK) 99,111 de la ligne de Oued Tlelat à Béchar, où elle est précédée de la gare de Sidi Ali Benyoub et suivie de la gare fermée d'El Haçaiba. Elle est en outre la gare origine de la ligne de Moulay Slissen à Saïda où est suivie de celle de Telagh.
| \| Sidi Ali Benyoub El Haçaiba Sidi Bel Abbès Tabia Moulay Slissen Redjem Demouche Telagh Saïda \| Localisation de la gare de Moulay Slissen dans la wilaya de Sidi Bel Abbès. |
| Sidi Ali Benyoub El Haçaiba Sidi Bel Abbès Tabia Moulay Slissen Redjem Demouche Telagh Saïda                                                                                   |

## Histoire
Lors de la colonisation, la gare portait le nom de gare de Si-Slissen.
La gare est mise en service en 1884 lors de l'ouverture de la section de Chanzy (Sidi Ali Benyoub) à Magenta (El Haçaiba) de la ligne de Tabia à Crampel,.

## Service des voyageurs

### Desserte
La gare est desservie par :
- les trains grandes lignes de la liaison Oran - Béchar[4] ;
- les trains régionaux des liaisons :
  - Oran - Saïda[5],[6] ;
  - Sidi Bel Abbès - Frenda[7].